# Bobocii
Bobocii (engleză Noobees) este un serial de televiziune pentru adolescenți filmat în întregime în Bogota, Columbia și produs de Viacom International Studios și MediaPro Studios (MediaProduction).